# پالبونگسان (گنگ وون)
پالبونگسان (به لاتین: Palbongsan) یک کوه در کره جنوبی است که در استان گانگوون واقع شده‌است. پالبونگسان ۳۰۲ متر بالاتر از سطح دریا واقع شده‌است.